# Kategoria e Parë 1957
La Kategoria e Parë 1957 fu la 20ª edizione della massima serie del campionato albanese di calcio disputato tra il 10 marzo e il 3 luglio 1957 e concluso con la vittoria del Partizani, al suo quinto titolo.
Capocannoniere del torneo fu Refik Resmja (Partizani Tirana) con 11 reti.

## Formula
A fronte delle due retrocessioni nella stagione precedente, solo una squadra venne promossa portando così a 8 il numero delle squadre partecipanti in questa edizione. Venne disputato un turno di andata e ritorno per un totale di 14 partite con l'ultima classificata retrocessa e la penultima che disputò uno spareggio al meglio delle tre partite contro la seconda della Kategoria e Dytë.
Visto l'arrivo a pari merito di Partizan e Dinamo venne giocato uno spareggio per determinare la squadra campione.

## Squadre
| Squadra             | Città   | Stadio | Stagione 1956      |
| ------------------- | ------- | ------ | ------------------ |
| Puna Korçë          | Coriza  |        | 5°                 |
| Puna Durrës         | Durazzo |        | 6°                 |
| Puna Tiranë         | Tirana  |        | 3°                 |
| KF Partizani Tirana | Tirana  |        | 2°                 |
| Dinamo Tirana       | Tirana  |        | Campione d'Albania |
| Puna Vlorë          | Valona  |        | 4°                 |
| Puna Kavajë         | Kavajë  |        | 7°                 |
| Spartaku Tiranë     | Tirana  |        | Kategoria e Dytë   |

## Classifica finale
|  | Pos. | Squadra         | Pt | G  | V  | N | P  | GF | GS | DR  |
|  | ---- | --------------- | -- | -- | -- | - | -- | -- | -- | --- |
|  | 1.   | Partizani       | 23 | 14 | 10 | 3 | 1  | 28 | 7  | +21 |
|  | 2.   | Dinamo          | 23 | 14 | 11 | 1 | 2  | 33 | 8  | +25 |
|  | 3.   | Puna Korçë      | 17 | 14 | 7  | 3 | 4  | 17 | 15 | +2  |
|  | 4.   | Puna Tiranë     | 16 | 14 | 5  | 6 | 3  | 22 | 17 | +5  |
|  | 5.   | Puna Vlorë      | 12 | 14 | 4  | 4 | 6  | 20 | 28 | -8  |
|  | 6.   | Puna Durrës     | 11 | 14 | 5  | 1 | 8  | 25 | 23 | +2  |
|  | 7.   | Puna Kavajë     | 8  | 14 | 3  | 2 | 9  | 16 | 35 | -19 |
|  | 8.   | Spartaku Tiranë | 2  | 14 | 0  | 2 | 12 | 6  | 34 | -28 |

Legenda:

      Ammessa allo spareggio
      Ammessa ai play-out
      Retrocesso in Kategoria e Dytë
Note:

Due punti a vittoria, uno a pareggio, zero a sconfitta.

### Spareggio per il titolo
Lo spareggio si giocò il 3 luglio 1957 a Tirana.
| 7 luglio 1957 | Partizani Tirana | 3 – 1 | Dinamo Tirana |  |

### Play-out
Puna Kavajë e Puna Berat giocarono al meglio delle tre partite uno spareggio per l'ultimo posto disponibile nella massima serie la stagione successiva. Tutte e tre le partite si giocarono a Tirana.
| 21 giugno 1957 | Puna Kavajë | 0 – 2 | Puna Berat |  |

| 23 giugno 1957 | Puna Kavajë | 3 – 1 | Puna Berat |  |

| 25 giugno 1957 | Puna Kavajë | 4 – 1 | Puna Berat |  |

## Verdetti
- Campione: Partizani Tirana
- Retrocessa in Kategoria e Dytë: Spartaku Tiranë